# Circuit Het Volk 2002
La 57e édition du Circuit Het Volk a eu lieu le 2 mars 2002, entre Gent et Lokeren. Elle a été remportée par le Belge Peter Van Petegem (Lotto-Adecco) devant le Danois Frank Høj (Team Coast) et son compatriote Michel Vanhaecke (Landbouwkrediet-Colnago).
La course est disputée sur un parcours de 200 kilomètres.

## Présentation

### Parcours
La course donne le coup d'envoi de la saison des classiques flandriennes sur un parcours de 200 kilomètres dans la province de Flandre Orientale. Elle commence dans la ville de Gand et se termine dans la municipalité de Lokeren, comme les années précédentes.
Au total, neuf monts, dont certains sont pavés, sont au programme de l'épreuve :
| Mont | Nom             | Km  | Revêtement       | Longueur (m) | Pente moyenne | Pente maxi | Km de l'arrivée |
| ---- | --------------- | --- | ---------------- | ------------ | ------------- | ---------- | --------------- |
| 1    | Kluisberg       | 36  | asphalte         | 1 100m       | 6 %           | 11 %       | 164             |
| 2    | Côte de Trieu   | 43  | asphalte         | 1 100 m      | 8 %           | 13 %       | 157             |
| 3    | Vieux Quaremont | 67  | asphalte / pavés | 2 200 m      | 4,2 %         | 11 %       | 133             |
| 4    | Pottelberg      | 62  | asphalte         | 1 600        | 6,2 %         | 10 %       | 140             |
| 5    | Mur de Grammont | 84  | pavés            | 1 139        | 9,2 %         | 19,8 %     | 116             |
| 6    | Valkenberg      | 103 | asphalte         | 540          | 8,1 %         | 12,8 %     | 97              |
| 7    | Eikenberg       | 115 | pavés            | 1 200        | 5,78 %        | 9,9 %      | 85              |
| 8    | Leberg          | 128 | asphalte         | 950          | 4,2 %         | 13,8 %     | 72              |
| 9    | Molenberg       | 143 | pavés            | 463          | 7 %           | 14,2 %     | 57              |

### Équipes
On retrouve un total de 25 équipes au départ, 18 faisant partie des GSI, la première division mondiale, et les sept dernières des GSII, la seconde division mondiale.
| Groupes sportifs I (18)- Lotto-Adecco - Team Coast - Mapei-Quick Step - Cofidis, le Crédit par Téléphone - Rabobank - Crédit agricole - Lampre-Daikin - Tacconi Sport - AG2R Prévoyance - Gerolsteiner - Jean Delatour - Domo-Farm Frites - US Postal Service - Telekom - Fdjeux.com - Fassa Bortolo - Bonjour - CSC-Tiscali Groupes sportifs II (7)- Landbouwkrediet-Colnago - Palmans-Collstrop - Vlaanderen-T-Interim - Marlux-Ville de Charleroi - Bankgiroloterij-Batavus - RDM-Flanders - Alessio |
| |

## Classements

### Classement de la course
| \| Classement général \| Classement général \| Classement général \| Classement général \| Classement général \| \| Coureur \| Coureur \| Pays \| Équipe \| Temps \| \| ------------------ \| ------------------- \| ------------------ \| ------------------------------- \| ------------------ \| \| 1er \| Peter Van Petegem \| Belgique \| Lotto-Adecco \| 4 h 52 min 30 s \| \| 2e \| Frank Høj \| Danemark \| Team Coast \| + 4 s \| \| 3e \| Michel Vanhaecke \| Belgique \| Landbouwkrediet-Colnago \| + 16 s \| \| 4e \| Robbie McEwen \| Australie \| Lotto-Adecco \| + 16 s \| \| 5e \| Paolo Bettini \| Italie \| Mapei-Quick Step \| + 16 s \| \| 6e \| Kevin Hulsmans \| Belgique \| Mapei-Quick Step \| + 16 s \| \| 7e \| Andreï Tchmil \| Belgique \| Lotto-Adecco \| + 16 s \| \| 8e \| Hendrik Van Dijck \| Belgique \| Palmans-Collstrop \| + 16 s \| \| 9e \| Jo Planckaert \| Belgique \| Cofidis-Le Crédit par Téléphone \| + 16 s \| \| 10e \| Chris Peers \| Belgique \| Cofidis-Le Crédit par Téléphone \| + 16 s \| \| 11e \| Glenn D'Hollander \| Belgique \| Lotto-Adecco \| + 2 min 15 s \| \| 12e \| Rolf Sørensen \| Danemark \| Landbouwkrediet-Colnago \| + 2 min 22 s \| \| 13e \| László Bodrogi \| Hongrie \| Mapei-Quick Step \| + 2 min 22 s \| \| 14e \| Karsten Kroon \| Pays-Bas \| Rabobank \| + 2 min 22 s \| \| 15e \| Geoffrey Demeyere \| Belgique \| Vlaanderen-T-Interim \| + 2 min 22 s \| \| 16e \| Steven de Jongh \| Pays-Bas \| Rabobank \| + 2 min 22 s \| \| 17e \| Cédric Vasseur \| France \| Cofidis-Le Crédit par Téléphone \| + 2 min 22 s \| \| 18e \| Thor Hushovd \| Norvège \| Crédit Agricole \| + 2 min 22 s \| \| 19e \| Raphael Schweda \| Allemagne \| Team Coast \| + 2 min 22 s \| \| 20e \| Maximilian Sciandri \| Royaume-Uni \| Lampre-Daikin \| + 2 min 37 s \| |                     |             |                                 |                 |
| |                     |             |                                 |                 |
| |                     |             |                                 |                 |
| Classement général |                     |             |                                 |                 |
| Coureur | Coureur             | Pays        | Équipe                          | Temps           |
| 1er | Peter Van Petegem   | Belgique    | Lotto-Adecco                    | 4 h 52 min 30 s |
| 2e | Frank Høj           | Danemark    | Team Coast                      | + 4 s           |
| 3e | Michel Vanhaecke    | Belgique    | Landbouwkrediet-Colnago         | + 16 s          |
| 4e | Robbie McEwen       | Australie   | Lotto-Adecco                    | + 16 s          |
| 5e | Paolo Bettini       | Italie      | Mapei-Quick Step                | + 16 s          |
| 6e | Kevin Hulsmans      | Belgique    | Mapei-Quick Step                | + 16 s          |
| 7e | Andreï Tchmil       | Belgique    | Lotto-Adecco                    | + 16 s          |
| 8e | Hendrik Van Dijck   | Belgique    | Palmans-Collstrop               | + 16 s          |
| 9e | Jo Planckaert       | Belgique    | Cofidis-Le Crédit par Téléphone | + 16 s          |
| 10e | Chris Peers         | Belgique    | Cofidis-Le Crédit par Téléphone | + 16 s          |
| 11e | Glenn D'Hollander   | Belgique    | Lotto-Adecco                    | + 2 min 15 s    |
| 12e | Rolf Sørensen       | Danemark    | Landbouwkrediet-Colnago         | + 2 min 22 s    |
| 13e | László Bodrogi      | Hongrie     | Mapei-Quick Step                | + 2 min 22 s    |
| 14e | Karsten Kroon       | Pays-Bas    | Rabobank                        | + 2 min 22 s    |
| 15e | Geoffrey Demeyere   | Belgique    | Vlaanderen-T-Interim            | + 2 min 22 s    |
| 16e | Steven de Jongh     | Pays-Bas    | Rabobank                        | + 2 min 22 s    |
| 17e | Cédric Vasseur      | France      | Cofidis-Le Crédit par Téléphone | + 2 min 22 s    |
| 18e | Thor Hushovd        | Norvège     | Crédit Agricole                 | + 2 min 22 s    |
| 19e | Raphael Schweda     | Allemagne   | Team Coast                      | + 2 min 22 s    |
| 20e | Maximilian Sciandri | Royaume-Uni | Lampre-Daikin                   | + 2 min 37 s    |